# Round Bay (zatoka na południe od Shelburne Harbour)
Round Bay – zatoka (ang. bay) w kanadyjskiej prowincji Nowa Szkocja, w hrabstwie Shelburne, na południe od zatoki Shelburne Harbour; nazwa urzędowo zatwierdzona 4 stycznia 1934.